# Elderinghausen
Elderinghausen auch Ellern ist ein wüst gefallener Ort bei Brilon.
Der Ort lag am Nordhang des Windsberges. Ein Herr von Scharfenberg wurde 1313 mit Elderinghausen belehnt. Um 1482 wurde Winandes Hove to Elderinghusen urkundlich erwähnt, da war der Ort vermutlich schon von der Bevölkerung verlassen.
Der Ort ist wie viele andere Orte im späten Mittelalter dem großen Wüstungsprozess zum Opfer gefallen. Es hat sich dabei wohl um einen schleichenden, langsamen Vorgang gehandelt. Dieser setzte um 1300 ein. Über die Gründe für das Verlassen des Ortes gibt es unterschiedliche Theorien. Angedacht wird beispielsweise die Anziehungskraft der Stadt Brilon. Ein weiterer Grund waren Pestepidemien und das Bedürfnis der Bewohner, in befestigten Städten Schutz zu suchen.